# Era hispânica
Era hispânica, também chamada de Era de César, foi uma variante do calendário Juliano, cuja época é 1 de janeiro de 38 a.C., o ano em que a Hispânia Romana foi conquistada por Augusto, durante a guerra civil do segundo triunvirato.
A era hispânica foi usada em Portugal, na Espanha sul da França e África. Foi abolida em sínodo, em 1180, para todas igrejas dependentes de Barcelona. Pedro IV de Aragão aboliu o seu uso em 1350, e João I de Castela em 1382. Foi abolida em Portugal por carta régia de D. João I, datada de 22 de agosto de 1422, sendo adoptada a Era de Cristo.
Os meses e anos deste calendário eram idênticos ao calendário juliano, portanto a conversão entre os dois é imediata: basta subtrair 38 da era hispânica para obter o ano no calendário cristão, ou subtrair 39 para anos anteriores ao ano 1 d.C. Por exemplo, o ano hispânico 750 corresponde a 712 d.C.